# MBN 뉴스 2
MBN 뉴스 2는 대한민국에서 월~금 2시 20분~3시 10분에 텔레비전으로 방송되었던 MBN의 평일 오후 시간대 뉴스 및 보도 프로그램이다.

## 동시간대 경쟁 프로그램
- TV조선 뉴스 1 (조선방송)